# أتراك
الأتراك (بالتركيَّة: Türkler) ويُعرفون أيضًا باسم أتراك الأناضول (بالتركيَّة: Anadolu Türkleri)، هم مجموعة عرقية تركيَّة تعيش بشكل رئيسي في تركيا وتتحدث باللغة التركية، وهي اللغة الأتراكيَّة الأكثر انتشارًا. وهم أكبر مجموعة عرقية في تركيا، وكذلك أكبر مجموعة عرقية بين المتحدثين اللغات الأتراكيَّة. الأقليات التركية العرقية موجودة في الأراضي السابقة للدولة العثمانية خصوصاً في بلغاريا. بالإضافة إلى ذلك، أصبح للشتات التركي حضور بارز مع الهجرة الحديثة، لا سيما إلى أوروبا الغربية.
وصل الأتراك من آسيا الوسطى واستقروا في حوض الأناضول في حوالي القرن الحادي عشر من خلال غزو السلاجقة الأتراك، حيث اختلطوا مع شعوب الأناضول. ثم بدأت المنطقة في التبدّل من منطقة مسيحية ذات الغالبية اليونانية إلى مجتمع مسلم تركي. بعد ذلك، حكمت الدولة العثمانية الكثير من مناطق البلقان والقوقاز والشرق الأوسط (بإستثناء إيران) وشمال إفريقيا على مدار عدة قرون، من خلال جيش متقدم وبحرية. استمرت الدولة حتى نهاية الحرب العالمية الأولى، عندما هزمها الحلفاء وقاموا بتقسيم أراضيها. في أعقاب حرب الاستقلال التركية الناجحة التي انتهت باستعادة الحركة الوطنية التركية معظم الأراضي التي خسرها الحلفاء، ألغت الحركة السلطنة العثمانية في 1 نوفمبر من عام 1922 وأعلنت جمهورية تركيا في 29 أكتوبر من عام 1923. لم يكن جميع العثمانيين مُسلمين لم يكن جميع المُسلمين العثمانيين من الأتراك، ولكن بحلول عام 1923، كانت غالبية الأشخاص الذين يعيشون داخل حدود الجمهورية التركية الجديدة عرفوا على أنهم أتراك.
تعرّف المادة 66 من الدستور التركي «التُركي» بأنه «أي شخص مرتبط بالدولة التركية من خلال رابط المواطنة»؛ لذلك، فإن الاستخدام القانوني لمصطلح «تركي» كمواطن تركي يختلف عن التعريف العرقي. ومع ذلك، فإن غالبية السكان الأتراك من أصل تركي وتُقدر نسبتهم ما بين 70 إلى 75 في المئة. ويعتنق أغلب الأتراك الإسلام ديناً، إلى جانب أقليات لادينية، ومسيحيَّة، ويهودية.-

## أصل التسمية والهوية الإثنية
كلمة «ترك» ذكرت لأول مرة في أعمال هيرودوت (484-425 قبل الميلاد)، علاوة على ذلك، ذكرت خلال القرن الأول الميلادي باسم "Targitas". وكان أول مصدر أكيد إلى «الأتراك» تأتي أساسا من المصادر الصينية في القرن السادس.
في هذه المصادر، «الترك» ذكرت "Tujue"(بالصينية: 突厥؛ ويد–جيلز: T’u-chüe)، والتي تشير إلى غوكتورك. على الرغم من أن لفظ «ترك» يشير إلى الشعب التركي، فإنه قد يشير أيضا في بعض الأحيان إلى مجموعة لغوية واسعة من الشعوب التركية.
في القرن التاسع عشر، أشارت كلمة ترك لقرويي الأناضول فقط. حددت النخبة العثمانية نفسها كعثمانيين، وليس عادة كالأتراك. تبنت النخبة العثمانية في أواخر القرن التاسع عشر الأفكار الأوروبية القومية وأصبح واضحا أن متحدثي التركية في الأناضول كانوا الأكثر ولاء وتأييداً للحكم العثماني، كما أن مصطلح ترك أخذت على مدلول أكثر إيجابية.
في العهد العثماني كان نظام الملة يُحدد المجتمعات على أساس ديني، ومن تبقى من هذا يُنظر إليهم على إنهم ليسوا من الأتراك حيث يعرف القروين الأتراك عادة باسم الأتراك فقط وكذلك يطلق على أولئك الذين يدينون المذهب السني، وينظر للناطقين باللغة التركية من اليهود والمسيحيين أو حتى العلويين على إنهم غير أتراكٍ. ومن ناحية أخرى، فإن الناطقين بالكردية أو العربية من أهل السنة في شرق الأناضول يسمون في بعض الأحيان بالأتراك. ويمكن أيضا أن ينظر إلى عدم الدقة في تسمية أتراك مع أسماء عرقية أخرى، مثل الأكراد، والتي غالبا ما تطلق من قبل الأناضول الغربية إلى أي شخص يسكن شرق أضنة، حتى أولئك الذين يتحدثون اللغة التركية فقط. وفي السنوات الأخيرة، حاول السياسيون الأتراك المعتدلون إعادة تعريف هذه الفئة بطريقة أكثر وضوحاً كفئة متعددة الثقافات، مؤكدين أن كلمة تركي تُطلق على كل من هو مواطن من جمهورية تركيا.، وفي الوقت الراهن ورد في المادة 66 من الدستور التركي تعريف كلمة تركي بانهُ أي شخص «منضم إلى الدولة التركية من خلال رباط المواطنة.» وحاليا، قد يكتب دستور جديد، قد يعالج قضايا المواطنة والانتماء العرقي.

## التاريخ

### ما قبل التاريخ، العصر القديم والعصور الوسطى المبكرة
سُكنت الاناضول لأول مرة من قبل الصيادين وجامعي الثمار خلال العصر الحجري، وفي العصور القديمة كان يسكنها مختلف من الشعوب الأناضولية القديمة. وبعد غزو الإسكندر الأكبر في 334 قبل الميلاد، وكانت هذه المنطقة متأثرة بالحضارة اليونانية، وبحلول القرن الأول قبل الميلاد، فإنه يعتقد عموما أن اللغات المحلية الأناضولية قد انقرضت.
في آسيا الوسطى، وجدت أقرب النصوص التي ما زالت موجودة مكتوبة بالتركية، ونقوش أورخون في القرن الثامن، نصبت من قبل غوكتورك في القرن السادس الميلادي، وتتضمن كلمات غير شائعة لكنها وجدت في التركية لا علاقة باللغات الآسيوية الداخلية. وعلى الرغم من أن الأتراك القدماء كانوا من البدو الرحل، فقد تاجروا في الصوف، والجلود والسجاد، والخيول للخشب، والحرير، والخضروات والحبوب، فضلا عن وجود محطات الحدادة كبيرة في الجنوب من جبال ألتاي خلال 600 م معظم الناطقين باللغة التركية كان الناس شامانيون، واعتنقوا عبادة «التنجرية»، وإن كانت هناك أيضا أتباع للديانة المانوية، والمسيحية النسطورية، أو على وجه الخصوص البوذية. ولما بدأت الفتوحات الإسلامية لآسيا بدأ الأتراك في اعتناق الإسلام بعد الفتح الإسلامي لبلاد ما وراء النهر من خلال جهود البعثات والصوفية والتجار. وفي ذلك الوقت تحول الأتراك إلى الإسلام من خلال الثقافة الفارسية وآسيا الوسطى. وفي عهد الدولة الأموية كان يجلب منهم كعبيد، وفي عهد حكم العباسيين، زادت أعدادهم ودربوا كجنود.
وبحلول القرن التاسع، تولت القوات التركية قيادة القوات العسكرية للخليفة في المعارك. كما رفض خلفاء الخلافة العباسية تولي ضباط أتراك قوة عسكرية وسياسية كبيرة أو إنشاء مقاطعات خاصة بهم من القوات التركية.

### العصر السلجوقي

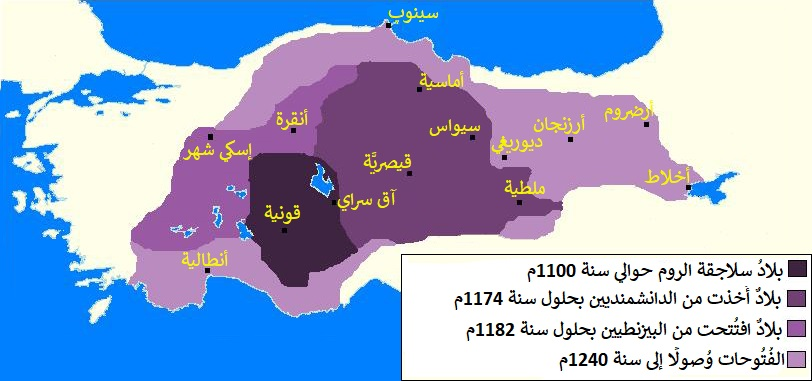
خريطة توضح دولة سلاجقة الروم

خلال القرن 11 ميلادي استولى السلاجقة وهم أتراك على المنطقة الشرقية للخلافة العباسية، ثم تمكنوا بعد 1055 م من الاستيلاء على بغداد، وخلالها كانت أول محاولات الأتراك التوغل إلى الأناضول، وبعد معركة ملاذكرد ضد البيزنطيين تمكن السلاجقة من بسط نفوذهم على أجزاء واسعة من الأناضول وبهذا انتشرت القبائل التركية في المنطقة.
تمكن السلاجقة من إنشاء دولة لهم في الأناضول وسموها سلاجقة الروم واتخذوا قونية عاصمة لهم في 1097 م، وكانت خلالها الحرب الصليبية في بلاد الشام، وبحلول القرن 12 ميلادي بدأ الأوروبيون يطلقون على منطقة الأناضول بلاد الأتراك، انتشر خلالها الإسلام أيضا في المنطقة، ونتيجة لهذا حدث تزاوج وتصاهر بين الأتراك مع سكان المنطقة الذين اعتنقوا الإسلام وتمازجوا مع القادمين.
بعد اجتياح المغول للمنطقة كان من أثر ذلك أن تفككت الإمارة السلجوقية وبدأ عهد الإمارات التركمانية.

### عصر إمارات الأناضول

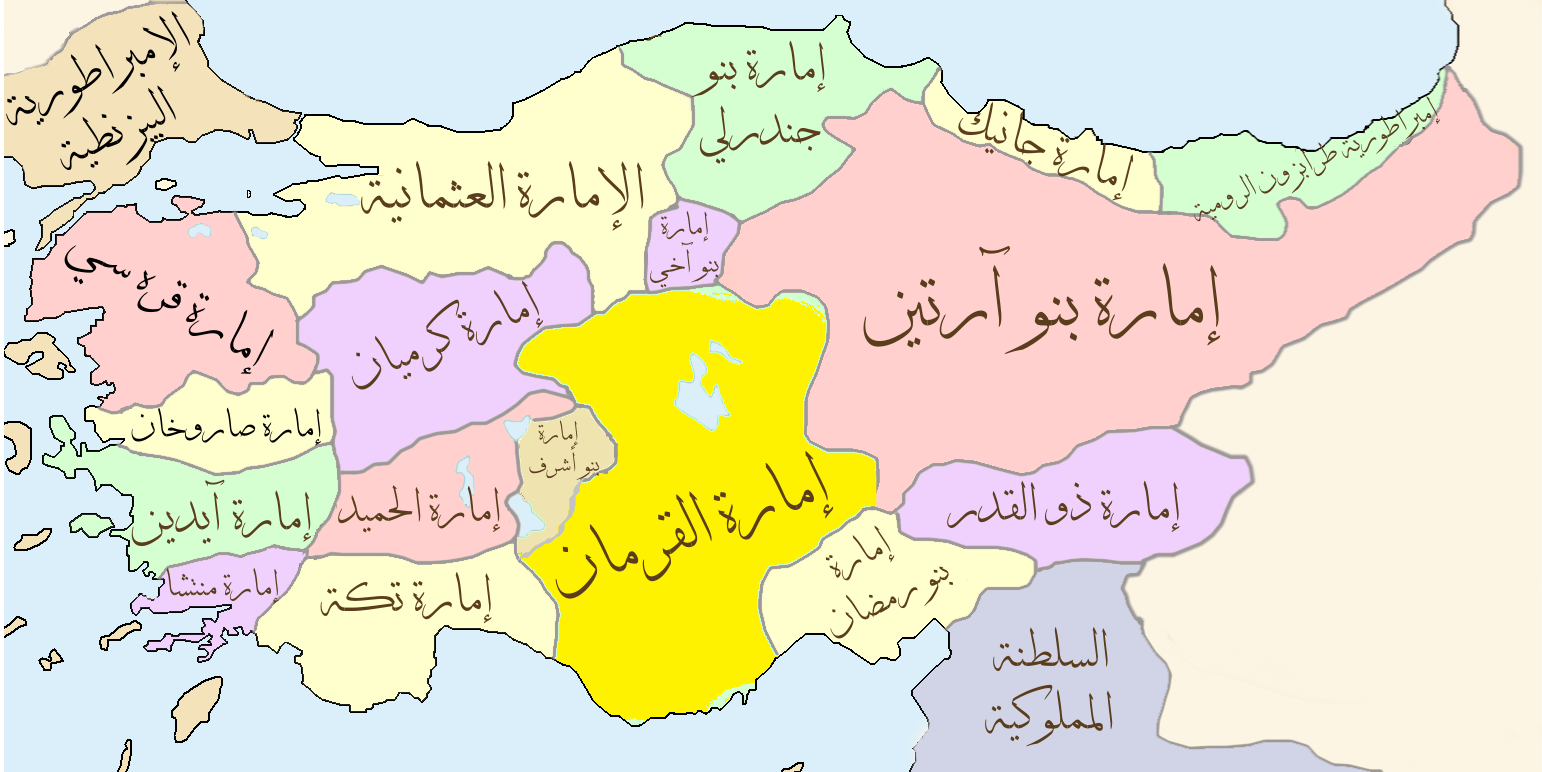
خريطة توضع إمارات الأناضول

بعد هزيمة الأتراك السلاجقة من قبل الغزو المغولي في الأناضول، وأصبح الأتراك تابعة للإيلخانية التي أسست إمبراطورية خاصة بهم في منطقة واسعة تمتد من أفغانستان ليومنا حاليا تركيا. كما احتل المغول أكثر الأراضي في آسيا الصغرى، انتقل الأتراك مزيدا إلى غرب الأناضول واستقروا في الحدود السلجوقية البيزنطية.خلال العقود الأخيرة من القرن 13، فإن الإيلخانية واتباع السلاجقة فقدوا السيطرة على جزء كبير من الأناضول من هذه الشعوب التركمانية. مع بداية القرن الرابع عشر نجح أمراء الأناضول من الوصول إلى شواطئ بحر إيجة، وهو ماتمكن منه السلاجقة سابقاً. كانت أقوى الإمارات في البداية هم القرمان وكرمايان والذين كانوا يتمركزوا في المنطقة الوسطى، في حين أن عائلة بني عثمان والذين أسسوا لاحقاً الإمبراطورية العثمانية كانو يسيطروا على منطقة عديمة الأهمية في الشمال الغربي حول سوغوت. امتدت على طول بحر إيجة من الشمال إلى الغرب الإمارات التالية: بنو قرا صي وبنو صاروخان وبنو آيدين وبنو منتشا وبنو تكة. كما حكم بنو جاندار منطقة البحر الأسود الواقعة بين قسطموني وسينوب.
في الشمال الغربي من الأناضول حول سوغوت، حيث كانت ولاية عثمانية صغيرة وفي هذه المرحلة كانت مهملة، وتطوقه من الشرق من القوى الأخرى الأكثر جوهرية مثل قارمان على قونية، التي حكمت من البحر الأسود إلى البحر المتوسط. على الرغم من أن العثمانيين كانت مجرد إمارة صغيرة بين العديد من إمارات الاناضول التركية، وبالتالي كانت أصغر تهديدا للسلطة البيزنطية، وموقعها في شمال غرب الأناضول في محافظة بيزنطية سابقة لبيثينيا، أصبح موقف جيدا لفتوحاتهم في المستقبل. فقد غزا اللاتين مدينة القسطنطينية في العام 1204 خلال الحملة الصليبية الرابعة، وأنشأت الإمبراطورية اللاتينية (1204-1261)، وتنقسم الأراضي البيزنطية السابقة في البلقان وفيما بينها بحر إيجه، واضطر الأباطرة البيزنطيين إلى أن يكونوا في حالة منفى في نيقية (في الوقت الحاضر إزنيق). ومن 1261 فصاعدا، والبيزنطيين كان مشغولين إلى حد كبير باستعادة سيطرتهم في منطقة البلقان. في أواخر القرن 13th، عندما بدأت سلطة المغول في الانخفاض، تولى قادة التركمان قدر أكبر من الاستقلالية.

### العهد العثماني

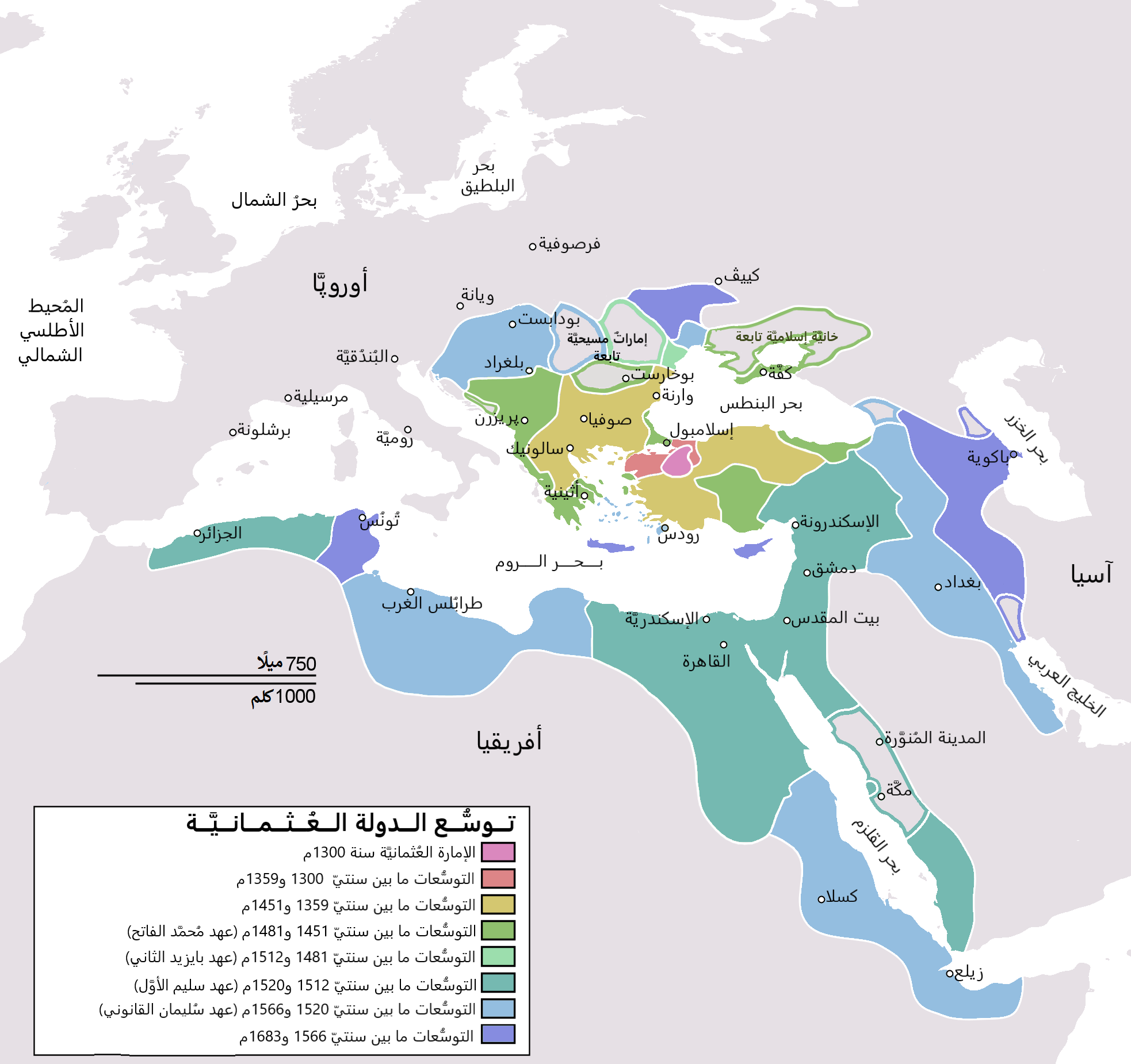
الدولة العثمانية حدودها بين عامى 1299-1922.

في عهد عثمان الأول، والإمارة العثمانية توسعت على طول نهر صقاريا وغربا باتجاه بحر مرمرة. وبالتالي، كان سكان غرب آسيا الصغرى أصبحوا إلى حد كبير يتحدثون باللغة التركية ومعتنقين الإسلام. وفي عهد ابنه، أورخان الأول، الذي كان قد هاجم واحتل المركز الحضري الهام لمدينة بورصة سنة 1326، معلنا أنها العاصمة العثمانية، كما أن الإمبراطورية العثمانية بدأت تطور تطورا كبيرا. وفي عام 1354، دخل العثمانيين في أوروبا وأسسوا موطئ قدم في شبه جزيرة جاليبولي وفي الوقت نفسه اندفعوا إلى الشرق واخذوا مدينة أنقرة. وقد بدأ العديد من أتراك الأناضول الإستقرار في المناطق التي تركها السكان الهاربين من تراقيا قبل الغزو العثماني. ومع ذلك، ليس البيزنطيين وحدهم من يعاني من النهوض العثماني في منتصف 1330، وقد ضم أورخان بعد ذلك الامارة التركية بنو قرا صي. واستمر هذا التقدم بواسطة مراد الأول الذي كانت سيطرته على أكثر من ثلاثة أضعاف الأراضي الواقعة تحت حكمه المباشر، ليصل إلى حوالي 100,000 ميل مربع، موزعة بالتساوي في قارة أوروبا وآسيا الصغرى. فكانت المكاسب في الأناضول مطابقة لما احزوه في أوروبا؛ وبمجرد استيلاء القوات العثمانية على أدرنة، والتي أصبحت عاصمة للإمبراطورية العثمانية عام 1365، ففتحوا طريقا داخل بلغاريا ومقدونيا في عام 1371 في معركة ماريتزا. ومع تلك الفتوحات في تراقيا ومقدونيا وبلغاريا، فإن أعدادا كبيرة من المهاجرين الأتراك استقروا في هذه المناطق. وأصبح هذا الشكل من أشكال التوطين العثماني التركي وسيلة فعالة جدا لتعزيز مكانتها وقوتها في منطقة البلقان. وتألف المستوطنين من مجموعة من الجنود، والبدو والمزارعين والحرفيين والتجار والدراويش والدعاة ورجال الدين من الاديان الأخرى، والموظفين الإداريين.
فتحت الجيوش العثمانية في عهد السلطان محمد الثاني مدينة القسطنطينية في عام 1453. وبدأ محمد الفاتح بإعادة بناء وإسكان الناس في المدينة، وجعلها عاصمة الدولة العثمانية الجديدة. وبعد سقوط القسطنطينية دخلت الدولة العثمانية عصر جديد لفترة طويلة من الفتوحات والتوسع لحدودها شرقا وغربا وفي نهاية المطاف ذهبت عميقا في أوروبا والشرق الأوسط، وشمال أفريقيا. وبعدها توسع سليم الأول بشكل كبير في الحدود الشرقية والجنوبية للإمبراطورية في معركة جالديران، واكتسبت الاعتراف الوصي على المدينتين المقدستين مكة المكرمة والمدينة المنورة. وبعدها خلفه ابنه سليمان القانوني، توسّع كذلك الفتوحات بعد الاستيلاء بلغراد عام 1521 واستخدام قاعدتها الإقليمية لغزو المجر، والأراضي الأخرى في أوروبا الوسطى، بعد انتصاره في معركة موهاج وكذلك أيضا دفع حدود الامبراطورية للشرق.
وبعد وفاة سليمان واصلت الانتصارات العثمانية، وإن كان أقل كثيرا من ذي قبل. وتم فتح جزيرة قبرص، في 1571، تعزيزا للهيمنة العثمانية على الطرق البحرية في شرق البحر الأبيض المتوسط. ومع ذلك، وبعد هزيمتها في معركة فيينا، عام 1683، وكان في استقبال الجيش العثماني عن طريق الكمائن ومزيد من الهزائم؛1699 من معاهدة كارلوفجة، الذي منح النمسا محافظات المجر وترانسلفانيا، هذه هي المرة الأولى في التاريخ أن الإمبراطورية العثمانية تخلت في الواقع الأراضي. وبحلول القرن 19، بدأت الامبراطورية في الضعف عندما وقع الانتفاضات القومية العرقية عبر الإمبراطورية. وبالتالي، شهد الربع الأخير من 19 وأوائل القرن 20 بعض 7-9 ملايين من اللاجئين الأتراك المسلمين من الأراضي المفقودة من القوقاز والقرم، البلقان، وجزر البحر الأبيض المتوسط الهجرة إلى الأناضول وتراقيا الشرقية. وفي عام 1913، بدأت حكومة جمعية الاتحاد والترقي وضع برنامج التتريك القسري للأقليات غير التركية. وبحلول عام 1914، اندلعت الحرب العالمية الأولى، وسجل الأتراك بعض النجاح في جاليبولي أثناء معركة جاليبولي في عام 1915 وخلال الحرب العالمية الأولى. وفي عام 1918 فإن الأتراك الممثل في جمعية الاتحاد والترقي، وافقوا على هدنة مع انكلترا وفرنسا.
كما وقعت حكومة محمد السادس معاهدة سيفر في عام 1920 تفكيك الامبراطورية العثمانية. ولكن مصطفى كمال أتاتورك رفض قبول شروط المعاهدة وخاضت حرب الاستقلال التركية، مما أدى إلى إلغاء السلطنة. وهكذا، انتهت الإمبراطورية العثمانية سنوات 623 القديمة.

### العهد الحديث
وبقيادة مصطفى كمال أتاتورك حرب الاستقلال التركية ضد قوات الحلفاء التي احتلت الإمبراطورية العثمانية السابقة، فوحد الأغلبية المسلمة من الأتراك. قاد بنجاح في هذه الحرب الشعب التركي 1919-1922 في إسقاط قوات الاحتلال للخروج من ما اعتبرته الحركة الوطنية التركية الوطن التركي. وأصبحت الهوية التركية في قوة موحدة في عام 1923، وتم التوقيع على معاهدة لوزان وتأسست جمهورية تركيا رسميا.فقد كان فترة حكم أتاتورك لمدة 15 عاما من خلال سلسلة من الإصلاحات السياسية والاجتماعية الراديكالية التي حولت تركيا إلى العلمانية الجمهورية الحديثة مع المساواة المدنية والسياسية للأقليات طائفية والنساء.
وعلى مدار 1920 و1930، فكان الأتراك وكذلك غيرهم من المسلمين، من البلقان، البحر الأسود، وجزر بحر ايجه وجزيرة قبرص، ولواء إسكندرون (هاتاي)، والشرق الأوسط، والاتحاد السوفيتي ليصل ويستقر معظمهم في تركيا وفي الحضر شمال غرب الأناضول. لكن القسم الأكبر من هؤلاء المهاجرين والمعروفين باسم «المهاجرين» من أتراك البلقان واجهوا كثيرا من المضايقات والتمييز في أوطانهم. ومع ذلك، لا زال هناك عددا جيدا من السكان الأتراك في العديد من هذه البلدان، لأن الحكومة التركية أرادت الحفاظ على هذه المجتمعات حتى يمكن الحفاظ على الطابع التركي من هذه الأراضي المجاورة. وواحدة من هذه الهجرات للأتراك في المراحل الأخيرة إلى تركيا بين عامي 1940 و1990 حتى وصل عددهم حوالي 700,000 من أتراك بلغاريا. وحاليا يمثل أحفاد هؤلاء المهاجرين ما بين ثلث وربع سكان تركيا.

## وراثيا
المدى الذي ساهم بتدفق الجينات من آسيا الوسطى إلى مجموعة الجينات الحالية للشعب التركي، ودور غزو الشعوب التركية في القرن ال11، أصبح محل للدراسات المختلفة. استنتجت العديد من الدراسات أن الجماعات الأناضولية التاريخية والأصلية هي المصدر الرئيسي للسكان الأتراك في الوقت الحاضر.k[›] وفضلاً عن ذلك، أشارت الدراسات المختلفة، على الرغم من أن الغزاة التركمان نفذوا غزوا بمغزى ثقافي، بما في ذلك من إدخال اللغة التركية الاناضولية القديمة (التي هي سلفاً للتركية الحديثة) والإسلام للأناضول، إلا أن المساهمة الوراثية من آسيا الوسطى كانت صغيرة جدا.k[›] وفقا للجريدة الأمريكية لعلم الإنسان الطبيعي (2008)، الشعب التركي اليوم يرتبط بشكل وثيق مع سكان البلقان عن سكان آسيا الوسطى، وهناك دراسة تبحث في ترددات الأليل مشيرة أن هناك عدم وجود علاقة وراثية بين المغول والأتراك على الرغم من العلاقة التاريخية اللغوية فيما بينهم. وأشارت دراسات متعددة لشرح اعتماد اللغة التركية عن طريق السكان الأصليين الأناضول، هي هيمنة ثقافية من النخبة قائمة على نموذج التبديل اللغوي.k[›] دراسة شملت تحليل الميتوكوندريا من سكان العصر البيزنطي، من عينات تم جمعها من الحفريات في الموقع الأثري في Sagalassos، وجد أن العينات كان بها تقارب جيني وثيق مع السكان الأتراك والبلقان الحاليين. خلال أبحاثهم عن سرطان الدم، لاحظت مجموعة من العلماء الأرمن التطابق الجيني الكبير بين الأتراك والأكراد والأرمن. كما وجدت دراسات أخرى أن شعوب القوقاز (جورجيا والشركس والأرمن) هم الأقرب إلى الشعب التركي من بين عينات أوروبية (الفرنسية، الإيطالية)، والشرق الأوسط (الدروز والفلسطينيين)، ووسط (قيرغيزستان، الهزارة، والويغور)، وجنوب آسيا (باكستاني)، وشرق آسيا (المنغوليين، هان).

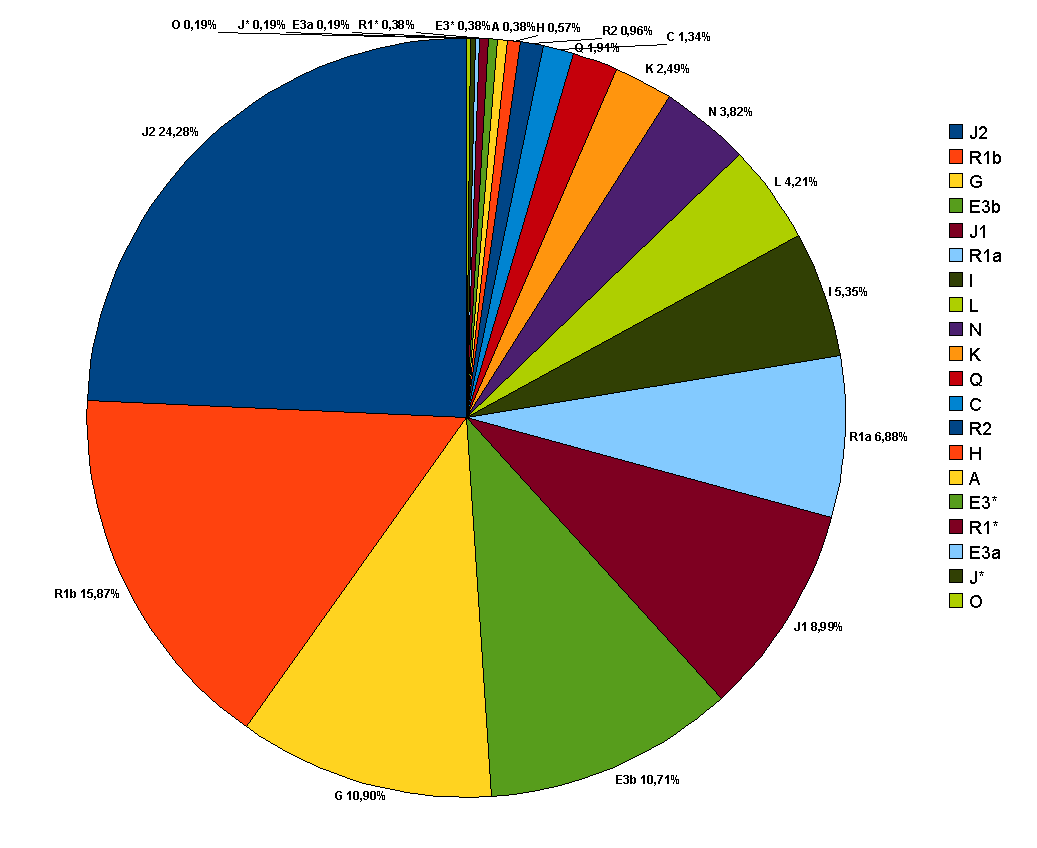
توزيع كروموسوم Y للسلالة العرقية للشعب التركي.

### توزيع المجموعات الوراثية Y-DNA في الشعب التركي
وفقا لCinnioğlu وآخرون، (2004) هناك العديد من المجموعات الوراثية Y-DNA الموجودة في تركيا. أغلبية المجموعات الوراثية تتشارك مع «غرب آسيا» و«جيرانها القوقاز» على النقيض من، المجموعات الوراثية «لآسيا الوسطى» التي هي أكثر ندرة، (N وQ) -خمسة ونصف5.7% بالمائة (ولكن ترتفع إلى 36٪ إذا كان K، R1A، R1b وL- التي تحدث بشكل غير منتظم في آسيا الوسطى، ولكنها بارزة في العديد من المجموعات التركية الغربية الأخرى)، والهند H، R2 واحد ونصف بالمئة- ٪1.5 وأفريقيا A، E3 *، E3a واحد بالمئة-٪1.
عرض لبعض النسب التي تم تحديدها:
- (J2=24% – J2 (M172[123] تطابق مع سكان غرب البحر الأبيض المتوسط
- R1b = 14.7٪ [123] على نطاق واسع في غرب أوراسيا، بشكل بارز لانساب غرب آسيا و«أوروبا الغربية».
- [G = 10.9٪ [149 [123] تطابق مع شعوب القوقاز وبدرجة أقل من الشرق الأوسط، والمناطق الجنوبية من وسط آسيا، وأوروبا.
- E3b-M35=10% (اE3b1-M78 and E3b3-M123 [123] ما يمثل لجميع الممثلين E في العينة، إلى جانب مفرد E3b2-M81 كروموسوم).
- E-M78 يحدث عادة، ويوجد في شمال وشرق أفريقيا، وجد هابلوغروب E-M123 في غرب آسيا في كل من أفريقيا وأوراسيا.
- J1 = 9٪ - [123] تطابق بين سكان شبه الجزيرة العربية وداغستان (تتراوح بين 3٪ من الأتراك الموجودين حول قونية إلى 12٪ في الأكراد).
- R1A = 6.9٪ - [123] شائعة في مختلف آسيا الوسطى وشمال الهند، وسكان أوروبا الشرقية.
- I = 5.3٪ - [123] شائعة في الدول الاسكندنافية، سردينيا، والبلقان وأوروبا الشرقية وبين الأكراد.
- K = 4.5٪ - [123] تطابق مع سكان آسيا وشعوب القوقاز.
- L = 4.2٪ - [123] تطابق مع شبه القارة الهندية وسكان خراسان. وجد بشكل متقطع في منطقة الشرق الأوسط والقوقاز.
- N = 3.8٪ - [123] تطابق مع الشعوب الأورالية، والسيبيريية والألطيية.
- T = 2.5٪ -[123] تطابق مع شعوب البحر الأبيض المتوسط، والشرق الأوسط، وشمال شرق أفريقيا وسكان جنوب آسيا.
- Q = 1.9٪ - [123] تطابق مع سكان شمال الطاى.

## التوزيع الجغرافي

### مناطق توزيع المواطنين ذو العرقية التركية

#### تركيا
العرقية التركية يشكلون ما بين 70٪ إلى 75٪ من سكان تركيا.

#### قبرص
القبارصة الأتراك هم أتراك العرقية أسلاف الأتراك العثمانيين، استعمرت جزيرة قبرص في 1571. وأعطت الدولة العثمانية 30,000 جندي تركي الأراضي هناك واستقروا في قبرص. وفي عام 1960، كشفت عن وجود تعداد من قبل حكومة الجمهورية الجديدة أن القبارصة الأتراك شكلوا 18.2٪ من سكان الجزيرة. وبعدها وقع اقتتال طائفي وتوترات عرقية بين القبارصة الأتراك واليونانيين بين عامي 1963 و1974، والمعروفة باسم «صراع قبرص»، أجرت الحكومة القبرصية اليونانية تعداد في عام 1973، وإن كان دون الجماهير القبرصية التركية. وبعد سنة، في عام 1974، قدرت إدارة الحكومة القبرصية للإحصاءات وبحوث كان عدد السكان القبارصة الأتراك 118,000 (18.4٪). وأعقب انقلاب في قبرص يوم 15 يوليو تموز 1974 من قبل اليونانيين والقبارصة اليونانيين لصالح الاتحاد مع اليونان (المعروف أيضا باسم «إينوسيس») بالتدخل العسكري من قبل تركيا التي فرضت سيطرتها على قبرص التركية على الجزء الشمالي من الجزيرة. وبالتالي، التعداد الذي أجرته جمهورية قبرص التي استبعدت السكان القبارصة الأتراك أن استقروا في جمهورية التركية لشمال قبرص غير المعترف بها، وبين عامي 1975 و1981، شجعت تركيا مواطنيها ليستقروا في قبرص الشمالية؛ اقترح تقرير صادر عن مجموعة الأزمات الدولية لعام 2010 أن من بين 300,000 من السكان الذين يعيشون في شمال قبرص ربما نصف من ولدوا إما في تركيا أو هم من الأطفال من مثل المستوطنين.

#### البلقان
| أماكن التواجد           | عام تواجدهم | اسم المجتمع التركي   | الأوضاع الجارية |
| ----------------------- | ----------- | -------------------- | --- |
| البوسنة والهرسك         | 1463        | أتراك البوسنة        | وأظهر التعداد البوسنى عام 1991 أن هناك أقلية من 267 تركي. لكن التقديرات الحالية تشير إلى أن هناك بالفعل 50,000 الأتراك الذين يعيشون في البلاد. |
| بلغاريا                 | 1396        | أتراك بلغاريا        | في عام 2011 تعداد البلغاري، التي لم تتلق ردا بشأن العرق من مجموع السكان، 588318 شخص، أو 8.8٪ من تحديد انتمائهم العرقي كما نصبوا أنفسهم التركية؛ في حين أن آخر تعداد للسكان في كامل سجلت تعداد 2001 746664 الأتراك، أو 9.4٪ من السكان. تقديرات أخرى تشير إلى أن هناك 750,000 لتصل إلى حوالي مليون تركي في البلاد.                                                             |
| كرواتيا                 | 1526        | اتراك كرواتيا        | وفقا للتعداد السكانى في كرواتيا عام 2001 أن الأقلية التركية بلغت 300تركي.وأكثر التقديرات الأخيرة اشارت أن هناك 2,000 الأتراك في كرواتيا. |
| اليونان                 | 1523        | أتراك الدوديكانيز    | يعيش نحو 5,000 تركي في جزر دوديكانيز رودس وكوس. |
| جمهورية كوسوفو          | 1389        | أتراك كسوفو          | هناك ما يقرب من 50,000 من الكوسوفيين الأتراك الذين يعيشون في كوسوفو معظمهم في ماموشا، بريزرن، وبريشتينا. |
| جمهورية مقدونيا         | 1392        | أتراك مقدونيا        | ينص الإحصاء المقدوني للتعداد السكانى عام 2002 أن هناك 77,959 تركي مقدوني، وتشكيل حوالي 4٪ من مجموع السكان وتشكل أغلبية في مركز جوبا وبلاسنيكا. ومع ذلك، تشير التقديرات الأكاديمية التي كانت في الواقع بين عدد 170,000-200,000. وعلاوة على ذلك، فقد هاجر حوالي 200,000 المقدونية الأتراك إلى تركيا خلال الحرب العالمية الأولى والحرب العالمية الثانية بسبب الاضطهاد والتمييز. |
| الجبل الأسود            | 1496        | أتراك الجبل الأسود   | وفقا لتعداد عام 2011 كان يوجد104 تركياً في الجبل الأسود. غالبيتهم تركوا ديارهم وهاجروا إلى تركيا في 1900. |
| دوبروجا، رومانيا        | 1388        | أتراك رومانيا        | وفقا لتعداد عام 2011 الرومانية كان هناك 28,226 من أتراك رومانيا مقيمون في البلاد. ومع ذلك، تشير التقديرات إلى أن الأعداد التي أشارت إليها الدراسات بين 55,000 و80،000. |
| تراقيا الغربية، اليونان | 1354        | أتراك تراقيا الغربية | الحكومة اليونانية عمدا تشير إلى المجتمع به "مسلمين اليونان" أو "الهيلينيين المسلمين" وتنفي وجود أقلية التركية في تراقيا الغربية، في الجزء الشرقي من شمال اليونان، وكانت التقديرات السكانية اشارت بوجود الاتراك ما بين 120,000-130,000، ولكن التقديرات الحديثة اشارت بلغ عددهم 150,000. كما أن ما بين 300,000 إلى 400,000 هاجروا إلى تركيا منذ عام 1923.                      |

#### المشرق العربي
| أماكن التواجد | عام تواجدهم | اسم المجتمع التركي | الأوضاع الجارية |
| ------------- | ----------- | ------------------ | --- |
| العراق        | 1534        | تركمان العراق      | عادة ما يطلق على الأتراك الذين يقطنون العراق "تركمان العراق" وذلك بسبب العديد من الهجرات التركية إلى العراق في وقت مبكر من القرن 7. واندمج معظم نسل اليوم من هؤلاء المهاجرين مع السكان العرب المحليين. وفي عهد السلطان سليمان القانوني غزا العراق في 1534، تلاها استيلاء السلطان مراد الرابع لبغداد في عام 1638، تدفق أعداد كبيرة من الأتراك استقروا في المنطقة. وهكذا، فإن معظم تركمان العراق اليوم هم أحفاد الجنود العثمانية والتجار وموظفي الخدمة المدنية الذين نقلوا إلى العراق خلال فترة حكم الإمبراطورية العثمانية.                                                                                   |
| الأردن        | 1516        | أتراك الأردن       | توجد أقلية صغيرة من حوالي 5,000 شخص في البلاد هم أحفاد العثمانيين الأتراك. |
| لبنان         | 1516        | أتراك لبنان        | بلغت عددهم في لبنان حاليا حوالي 80,000. قدم الأتراك إلى المنطقة برفقة السلطان سليم الأول أثناء حملته في طريقه لمصر. ويعيش معظم أحفاد هؤلاء الأتراك في عكار وبعلبك. واستمرت الهجرة العثمانية التركية مؤخرا عندما فقدت الدولة العثمانية سيطرتها على جزيرة كريت، في اليونان حالياً. وبعد عام 1897 عندما فقد العثمانيون السيطرة على الجزيرة، أرسلت الدولة العثمانية السفن لحماية أتراك كريت في الجزيرة، ومعظمهم استقر في أزمير ومرسين، ولكن تم إرسال البعض منهم أيضا إلى طرابلس، لبنان. |
| سوريا         | 1516        | تركمان سوريا       | غالبا ما يسمى الأتراك في سوريا "تركمان سوريا" وتاريخ تواجدهم في سوريا اتت بسبب الهجرات التركية المختلفة إلى سوريا في بداية القرن 7. ومعظم نسلهم اليوم من هؤلاء المهاجرين وعاشوا جنبا إلى جنب مع السكان العرب المحليين. في عام 1516 غزا السلطان سليم الأول سوريا وكانت المنطقة جزءا من الإمبراطورية العثمانية حتى عام 1918. وبالتالي، خلال 402 سنة من الحكم العثماني التركي، هاجر الأتراك من الأناضول إلى سورية لعدة قرون، ووضع أنفسهم كمجتمع كبيرة. اليوم، هناك حوالي 1.5 مليون تركي يعيشون في سوريا الذين ما زالوا يتحدثون التركية، على الرغم من ويعتقد أن حوالي مليوني آخرين استيعابهم داخل السكان العرب. |

#### شمال أفريقيا ودول المغرب العربي
| أماكن التواجد | عام تواجدهم | اسم المجتمع التركي | الأوضاع الجارية |
| ------------- | ----------- | ------------------ | --- |
| الجزائر       | 1517        | تركمان الجزائر     | التقديرات الخاصة بالمجتمع التركي الجزائري تختلف بشكل كبير، وفقا للسفارة التركية في الجزائر هناك ما بين 600,000 إلى مليوني شخص من أصل تركي يعيشون في الجزائر. وقد اقترح الفريق أكسفورد للأعمال أن الأفراد ذوى الأصول التركية يشكلون 5٪ من مجموع سكان في الجزائر وذلك ما يمثل نحو 1.7 مليون نسمة. ولكن تقديرات أخرى للدولة أشارت أن أتراك الجزائر يشكلون نسبة 10-25٪ من سكان الجزائر، حيث تم تسميتهم باسم ال (كول اوغلو) وذلك بالتركية أي "أبناء المجندين" العثمانية. |
| مصر           | 1517        | تركمان مصر         | عادة ما يطلق على الاشخاص ذوى الأصول التركية في مصر بأتراك مصر وتاريخ تواجدهم ذلك منذ أيام الخليفة العباسي "المأمون" والذي حكم من سنة 198هـ إلى 218هـ، وأخيه "المعتصم". ففي فترة حكمهما استجلبا أعداداً ضخمة من الرقيق عن طريق الشراء، واستخدموهم كفرق عسكرية. لكن كانت أعدادهم محدودة إلى حدٍّ ما، وفي عهد الملك الصالح أيوب، فاعتمد على العنصر التركي في إكثاره من المماليك، وبذلك تزايدت أعداد المماليك، وخاصة في مصر. وبعد الفتح العثمانى لمصر عام 1517. حيث قدمت بعض العائلات التركية كموظفين وجنود في الجيش العثماني. وقد انخرطت هذه العائلات التركية مع المصريين حيث بلغت التقديرات عام 1898 إلى 100,000 تركي مصري. فإن معظم الأفراد ذوى الأصول التركية اليوم هم أحفاد الجنود العثمانية والتجار وموظفي الخدمة المدنية الذين نقلوا إلى مصر خلال فترة حكم الإمبراطورية العثمانية حيث يمثلون 1.5 مليون نسمة. |
| ليبيا         | 1551        | أتراك ليبيا        | في عام 1936 كان هناك 35,000 تركي يعيشون في ليبيا، ويشكلون حوالي 5٪ من مجموع السكان في ذلك الوقت. |
| تونس          | 1574        | أتراك تونس         | يقدر الافراد ذوى الاصل التركي حوالى 25٪ من سكان تونس. |

## الثقافة

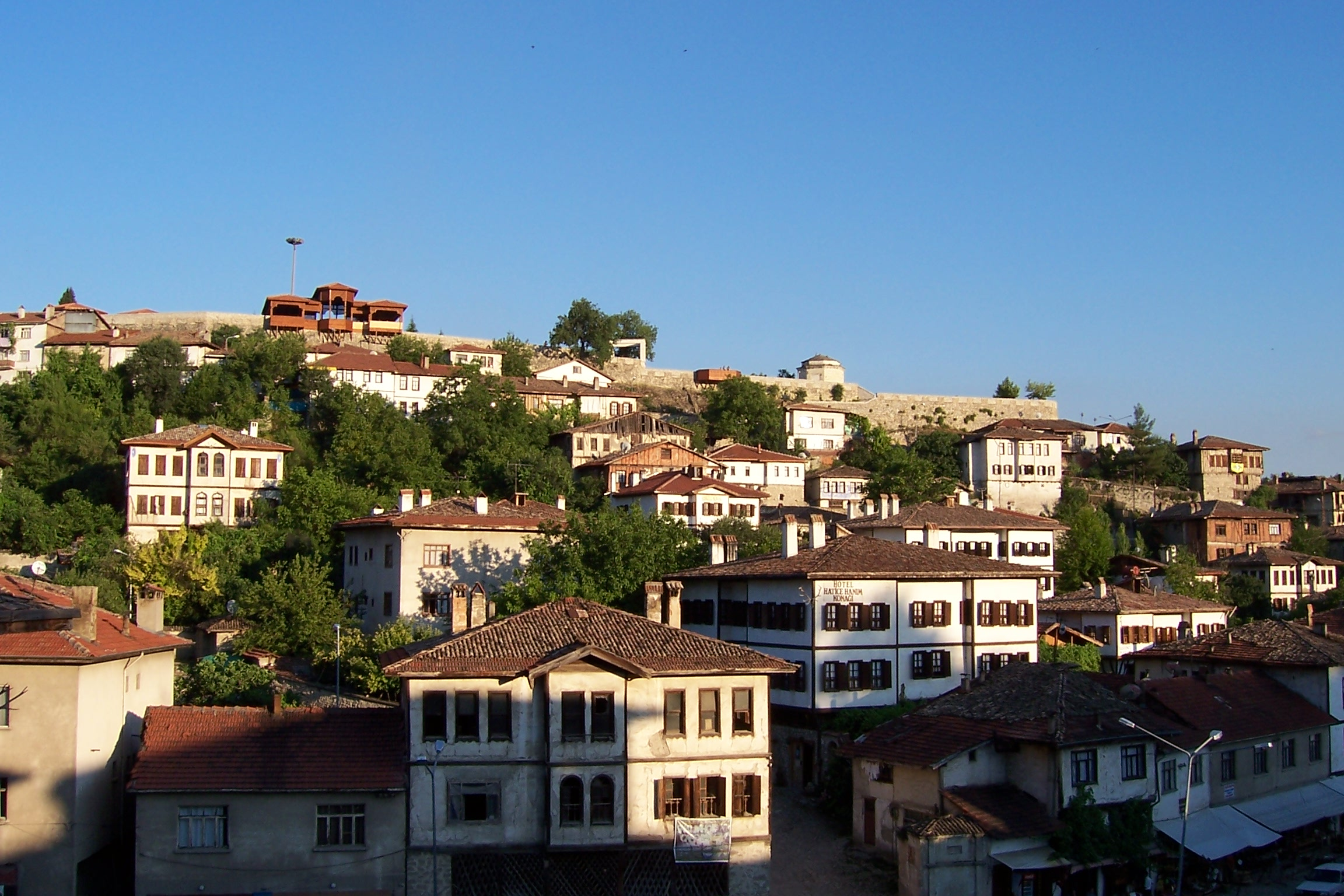
سفرنبلو تم إضافتها إلى قائمة مواقع التراث العالمي في عام 1994 نظرا للحفاظ عليها بشكل جيد وهي منازل من العهد العثماني والهندسة المعمارية العثمانية.

وقد بلغت العمارة التركية ذروتها خلال الفترة العثمانية. العمارة العثمانية، متأثرة بالسلاجقة وبالبيزنطيين والعمارة الإسلامية، وجاء إلى تطوير نمط كل من تلقاء نفسها. وقد وصفت العمارة العثمانية بمثابة تجميع للتقاليد المعمارية لمنطقة البحر الأبيض المتوسط والشرق الأوسط.
كما تحولت تركيا ثقافياً من الإمبراطورية العثمانية القائمة على أساس الدين إلى الدولة القومية الحديثة مع الفصل القوي جدا بين الدين والدولة، تلاها زيادة في وسائط التعبير الفنية. خلال السنوات الأولى للجمهورية، استثمرت الحكومة كمية كبيرة من الموارد في الفنون الجميلة؛ مثل المتاحف والمسارح ودور الأوبرا والهندسة المعمارية. العوامل التاريخية المتنوعة تلعب دورا هاما في تحديد هوية التركية الحديثة. الثقافة التركية هي نتاج جهود لتكون دولة غربية «حديثة»، مع الحفاظ على القيم الدينية والتاريخية التقليدية. كما أن المزيج من التأثيرات الثقافية جعلتها أكثر دارمية، في شكل، على سبيل المثال «رموز جديدة من تصادم وتضافر الحضارات» الذي صدر في أعمال أورهان باموق، الحائز على جائزة نوبل 2006 في الأدب.
الموسيقى التركية الكلاسيكية تشمل الأرابسك، الموسيقى الفولكلورية التركية (الموسيقى الشعبية)، فاسل، والموسيقى الكلاسيكية العثمانية (الموسيقى سانات) التي تنبع من البلاط العثماني.الموسيقى التركية المعاصرة وتشمل الموسيقى البوب والروك التركية، والهيب هوب التركية.

## الدين

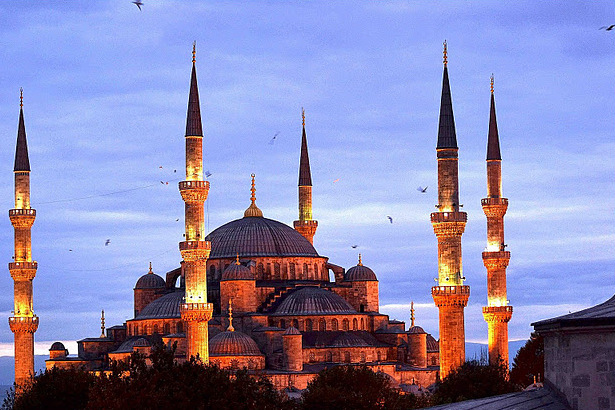
جامع السلطان أحمد في أسطنبول.

وفقا لكتاب حقائق العالم لوكالة المخابرات المركزية، تبلغ نسبة المسلمين في تركيا حوالي 99.8%، معظمهم على المذهب السنيّ (حنفية). والباقى 0.2% فهم معظمهم من المسيحيين واليهود. وهناك ما يقدر 10 ملايين إلى 15 مليون علوياً في تركيا. المسيحيون في تركيا يشملون كل من الآشوريين /السريان، والأرمن واليونانيين. فضلًا عن اليهود والذين ينحدرون من اليهود السفارديم الذين فروا من إسبانيا في القرن الخامس عشر واليهود الناطقين باليونانيَّة والذي يعود حضورهم إلى العصور البيزنطية. فضلًا تتواجد أقلية من المجتمع المسيحي البروتستانتي المكونّة من الإثنية والعرقية التركية، أغلبهم من خلفية تركية مسلمة.
وفقًا لبحث كوندا، وجدت أن 9.7% فقط من السكان يصفون أنفسهم بأنهم «ملتزمين»، في حين وصف 52.8% من الأتراك أنفسهم بأنهم «متدينون». أفادت التقارير أن 69.4% بأنهم أو زوجاتهم يرتدون الحجاب (1.3% يرتدن النقاب)، على الرغم من أن هذا المعدل إلا أنه ينخفض حسب التركيبة السكانية: 53% بين الأعمار 18-28، وحوالي 27.5% بين خريجي الجامعات، وحوالي 16.1% فقط من الحاصلين على شهادة في الماجستير أو أصحاب الشهادات العلمية المرتفعة يرتدن الحجاب. يُذكر أن تركيا دولة علمانية منذ عهد أتاتورك. وفقاً لإستطلاع للرأي، قال 90% من المستطلعين إنه ينبغي تعريف البلد على أنه علماني في الدستور الجديد الذي يتم كتابته.